# Городская часть города
«Городская часть города» — третий эпизод девятнадцатого сезона мультсериала «Южный парк».

## Сюжет
После антииммиграционной кампании Мистера Гаррисона Южный Парк был высмеян Джимми Фэллоном. Для восстановления репутации город решает убедить супермаркет Whole Foods открыть у себя их магазин. Но это требует прохождения тщательной проверки города с представителем фирмы, поэтому мэр Макдэниелс и Рэнди Марш решают построить модный и современный облагороженный район «SodoSopa». Он будет намеренно построен вокруг полуразрушенного дома Кенни. Новый район быстро привлекает внимание людей, которые предпочитали китайский ресторан City Wok. Его владелец, Лу Ким, нанимает детскую рабочую силу, чтобы попытаться сократить расходы, и Кенни удаётся устроиться там на работу.
Представитель Whole Foods приезжает в город и просит жителей города не обращать на него внимания. После разговора с ПК-директором у представителя Whole Foods создаётся хорошее впечатление о городе. Узнав, что Лу Ким создаёт свой собственный район и использует детский труд, Рэнди устраивает массовые потасовки. Представитель Whole Foods сообщает, что ему нравится, как жители города проявляют гражданскую сознательность, и соглашается открыть супермаркет. Кенни возвращается домой и дарит сестре куклу, купленную за его мизерную зарплату, затем идёт спать, несмотря на громкие ночные шумы в SodoSopa.
Эпизод заканчивается рекламным роликом, в котором жители совершают покупки в супермаркете Whole Foods. Район SodoSopa был заброшен.

## Факты
- Внешний вид Карэн заметно изменился по сравнению с прошлым её появлением: теперь у неё есть косички, но на лице и одежде стало больше грязи. Брат Кенни, Кевин, напротив, фактически не изменился.
- Кенни не умирал уже 34 эпизода.

## Рецензии
Макс Николсон из IGN поставил эпизоду 7.5 баллов из 10. Крис Лонго из Den of Geek оценил серию 3.5 звезды из 5, отметив, что «шоу меняется, и меняется к лучшему». Дэн Кэффри из The A.V. Club поставил серии A-, заметив, что эта серия для тех, кто хотел, чтобы «Южный парк» был более терпимым.